# جامعة شيراز الفنية
جامعة شيراز للفنون (بالفارسية: دانشگاه هنر شيراز) هي واحدة من الجامعات في إيران التي تأسست بعد الثورة الإسلامية وتعد رابع مركز تعليم عالي في قسم الفنون على مستوى جمهورية إيران الإسلامية.

## مواقع خارجية
- Website of Shiraz University of Arts